# Выборы в Московскую городскую думу (2005)
Выборы в Московскую городскую думу четвёртого созыва прошли 4 декабря 2005 года.
В избирательные бюллетени изначально были включены десять партий. Три партии — КПРФ, «Единая Россия» и ЛДПР — были зарегистрированы по «парламентской льготе», дающей право представленным в Госдуме партиям не собирать подписи и не вносить залог. Ещё четыре — «Народная воля», Партия жизни, «Родина» (вычеркнутая из бюллетеней незадолго до дня выборов из-за ролика «Очистим Москву от мусора», признанного разжигающим межнациональную рознь) и «Яблоко», объединившее список с Союзом правых сил — внесли избирательный залог в размере 15 миллионов рублей. Три партии — «Зелёные», «Свободная Россия» и СДПР — были допущены к участию в выборах, сумев собрать необходимое количество подписей.

## Итоги
| Партия                          | Голосов | Процент | Мест по партийным спискам | Всего мест |
| ------------------------------- | ------- | ------- | ------------------------- | ---------- |
| КПРФ                            | 401405  | 16,75 % | 4                         | 4          |
| Российская партия жизни         | 114329  | 4,77 %  | 0                         | 0          |
| Свободная Россия                | 53204   | 2,2 %   | 0                         | 0          |
| Яблоко — Объединённые демократы | 266295  | 11,11 % | 3                         | 3          |
| Народная воля                   | 14316   | 0,6 %   | 0                         | 0          |
| Зеленые                         | 63172   | 2,64 %  | 0                         | 0          |
| ПСС                             | 29220   | 1,22 %  | 0                         | 0          |
| Единая Россия                   | 1132523 | 47,25 % | 13                        | 28         |
| ЛДПР                            | 191833  | 8.00 %  | 0                         | 0          |
| !Недействительных               | 130378  |         |                           |            |
| Явка                            | Явка    | Явка    | Явка                      | 34,75%     |

Первое место в голосовании по партийным спискам заняла «Единая Россия», получившая 47,25 % голосов (13 мест). 10-процентный барьер преодолели ещё две партии — КПРФ (16,75 %, 4 места) и Объединённые демократы, участвовавшие в выборах под флагом «Яблока» (19,11 %, 3 мандата).
Не прошли 7 % барьер:
- ЛДПР — 4,62 %,
- Российская партия жизни — 3,77 %,
- Партия зелёных — 2,64 %,
- «Свободная Россия» — 2,2 %,
- Партия социальной справедливости — 1,22 %,
- «Народная воля» — 0,6 %.

Единороссы также победили во всех 15 одномандатных округах. Таким образом, «Единая Россия» получила 28 мест из 35. Список единороссов возглавлял мэр Москвы Юрий Лужков, который помог им улучшить результаты в Москве по сравнению с думскими выборами 2003 (в декабре 2003 ЕР получила 34,43 % голосов).
Для КПРФ это самый лучший результат в Москве. Ранее на думских выборах КПРФ получала здесь:
- 1993 — 10,1 %
- 1995 — 14,8 %
- 1999 — 11,77 %
- 2003 — 7,69 %.

Успеху КПРФ могло способствовать отстранение от участия в выборах «Родины».

### Карты голосования
| «Единая Россия» | КПРФ | «Яблоко» |
| ЛДПР            | Явка |          |

## Интересные факты
- В этих выборах в Московскую городскую думу принимали участие (но не прошли) политики, получившие определённую известность в 2010-х годах: Алексей Навальный, Сергей Удальцов, Илья Яшин и др.

- Одновременно проходило голосование в двух дополнительных одномандатных округах в Госдуму.